# Julang-2
Il Julang-2 (巨浪-2S, Jù Làng ÈrP), più comunemente noto come JL-2 e avente designazione NATO CSS-N-14, è un missile balistico intercontinentale lanciato da sottomarino (SLBM) entrato in servizio nella marina militare cinese a partire dall'inizio degli anni 2010.
Imbarcati sui sottomarini cinesi di classe Jin, i JL-2 rappresentano la seconda generazione di SLBM nucleari cinesi, essendo succeduti ai Julang-1 imbarcati sull'unico sottomarino di classe Xia, e, data la loro gittata, costituiscono il primo sistema utilizzabile di deterrenza nucleare marina della Repubblica Popolare Cinese, essendo quindi parte integrante della triade nucleare del paese.

## Storia
Le fasi di ricerca atte allo sviluppo di un SLBM nucleare iniziarono in Cina nel 1967, con la progettazione definitiva che si concretizzò nei primi anni 1970, sotto la direzione di Huang Weilu e del suo vice Chen Deren, e che portò  nel 1986 allo schieramento dei missili Julang-1 sull'unico sottomarino di classe Xia della marina militare cinese, lo Changzheng 6, dotato di 12 tubi di lancio. La gittata di 1700 km del missile, unitamente alla poca affidabilità dello Changzheng 6, fecero però sì che tale missile non ebbe mai a svolgere un reale ruolo di deterrenza nucleare. Per questo, già all'inizio degli anni 1980, il governo cinese si rese conto della necessità di dotarsi di un missile più performante e di altrettanto più performanti piattaforme di lancio. Già nel 1983 si ebbe quindi il primo test del motore da 2 metri di diametro di cui sarebbero poi stati dotati i futuri missili Julang-2 e la loro versione terrestre, i DongFeng-31, più noti come DF-31.
La progettazione e lo sviluppo del missile fu quindi portata avanti, sempre sotto Huang Weilu, per tutti gli anni 1990 e si ritiene che il primo lancio dal mare sia avvenuto nel gennaio 2001 da un sottomarino di classe Golf (nome in codice NATO progetto 629A), come già avvenuto nel 1982 per i Julang-1. Dopo un test fallito nel 2004 che causò un ritardo nel prosieguo del progetto, i test di lancio furono ripresi nel 2005 e nel 2008, e nel 2009 fu effettuato il primo lancio da un sottomarino di classe Jin, la classe prevista per ospitare i JL-2.
Dopo altri test di prova, a partire dal dicembre 2015 il Julang-2, nella sua sottoversione JMB, è stato imbarcato sui sottomarini di classe Jin (Tipo 94), dotati di 12 tubi di lancio ciascuno, con scopi di pattuglia a fini deterrenti.
Negli anni 2010 il processo di miglioramento del missile e della sua versione terrestre, DF-31, ha portato al rilascio della versione JL-2A (CSS-N-4 / Mod I 1 , 2), o JL Jia. Tra le varie differenze spicca la gittata che, dai circa 7700 km con CEP di circa 300 metri del JL-2, è passata ai circa 11200 km del JL-2A, e la capacità di armamento che, da 3-4 MIRV con potenza fino a 250 kt, è passata a seconda delle fonti a un massimo di 6 o 8 MIRV con potenza fino a 250 kt. Quest'ultima versione è stata pensata per armare i sottomarini Tipo 94A, che costituiscono un aggiornamento della classe Jin, chiamata anche Tipo 94.
All'inizio del 2022 è stato annunciato che la marina militare cinese stava provvedendo a riarmare i sottomarini Tipo 94 con i missili JL-3, una nuova versione del Julang inizialmente pensata per andare ad armare una nuova classe di sottomarini, attualmente nota come Tipo 96, ma che nel frattempo il governo cinese ha deciso di schierare anche sui Tipo 94.

## Struttura
Il JL-2 è un missile a tre stadi a propellente solido, lungo 13,0 metri e del peso di oltre 40 tonnellate, che può essere lanciato da sottomarino, sia questo in superficie in immersione a una profondità massima di 25 m.Se il lancio avviene sott'acqua, il missile guidato viene espulso dal proprio tubo mediante aria compressa e, non appena emerso dalla superficie marina, inizia l'accensione del motore del primo stadio, dando il via alla prima fase di spinta.
Il missile è in grado di trasportare una testata monoblocco nucleare avente fino a 1 megatone di potenza, o più dispositivi MIRV, da 3 a 8, a seconda delle versioni e delle fonti, ognuna con una potenza massima di 250 chilotoni.